# Ophidascaris robertsi
Espèce
Ophidascaris robertsi (ou parfois Amplicaecum robertsi) est une espèce de nématodes de la famille des Ascarididae et du genre Ophidascaris.
Originaire d'Australie, il parasite principalement le python tapis, mais peut aussi infecter le phalanger volant, le koala, ainsi que d'autres espèces de marsupiaux de petite à moyenne taille. En 2023, le premier cas d'infection humaine est signalé.

## Découverte
Le premier individu d'Ophidascaris robertsi (initialement appelé Amplicaecum robertsi) est découvert en 1959 dans l'estomac d'un python Morelia argus variegatu, sur la côte du Queensland, en Australie. L'espèce diffère des espèces précédemment décrites dans le genre Amplicaecum car son hôte est un python. Elle est nommée en l'honneur du Dr  Frederick Hugh Sherston Roberts du Veterinary Parasitology Laboratory de l'université du Queensland à Brisbane.

## Description
Lors de sa découverte en 1959, il s'agit de la plus grande espèce décrite du genre. Sa taille peut dépasser les 10 cm et ses spicules sont environ 3 fois plus longs que toutes les autres espèces. La couleur de son corps varie du rose au brun en raison de la combinaison du liquide corporel rouge foncé de l'intestin brun. Vu de côté, le corps est marqué d'un motif à chevron, ce qui le différencie d'Ophidascaris filaria qui présente un motif réticulaire.

## Hôtes

### Hôte principal: le python tapis
Ophidascaris robertsi est principalement trouvé chez le python tapis, chez qui il est considéré comme un hôte définitif. La majorité des cas de transmission à d'autres espèces ont pour origine une contamination d'un python tapis.

### Hôtes secondaires
En 2014, trois larves d'Ophidascaris robertsi sont trouvées dans le corps d'une femelle phalanger volant élevée en captivité et qui avait été en contact avec des pythons australiens capturés dans la nature. Il s'agit du premier cas de parasitisme détecté chez cette espèce.
En 2018, cinq larves d'Ophidascaris robertsi sont découvertes sur le corps d'un koala mâle adulte en liberté dans le sud-est du Queensland (Australie). L'infection peut entraîner une altération du fonctionnement du système vasculaire et du foie. Le parasitisme des koalas peut provenir de l'ingestion de terre contaminée par des œufs du ver provenant de déjections de pythons parasités. Il s'agit du premier cas de parasitisme détecté chez cette espèce.
Le parasitisme d'Ophidascaris robertsi a également été décrit chez d'autres espèces de marsupiaux de petite à moyenne taille.

### Être humain
En 2023, un neurochirurgien de l'hôpital de Canberra (Australie) trouve et retire un individu vivant d'Ophidascaris robertsi de 8 centimètres du cerveau d'une femme alors que celle-ci présentait des symptômes de dépression et de perte de mémoire depuis plus de 2 ans. La patiente, qui vivait à proximité d'un habitat de pythons tapis — la principale espèce parasitée par le ver —, aurait involontairement consommé des œufs du ver via la végétation collectée pour la cuisine ou par contamination de ses mains ou du matériel de cuisine. Il s'agit du premier cas de parasitage humain par cette espèce de ver rond,,.

## Répartition
Des individus de Ophidascaris robertsi n'ont été repérés qu'en Australie et Papouasie-Nouvelle-Guinée,.